# Dublin Core
L'esquema de metadades Dublin Core és un conjunt d'elements utilitzats per a la descripció de recursos, tant en l'entorn web (imatges, àudio, pàgines web), com en recursos físics (llibres, CD…). L'esquema Dublin Core comprèn quinze elements bàsics, els quals han estat reconeguts en els estàndards següents: IETF RFC 5013, ISO 15836-1:2017, ISO 15836-2:2019,
Aquest esquema és desenvolupat i mantingut per la Dublin Core Metadata Initiative (DCMI), organització que promou el desenvolupament i la innovació en el camp metadades i treballa per a la interoperabilitat entre els diferents models de metadades existents.
Els sistemes basats en Dublin Core utilitzen normalment XML i s'adapten al Resource Description Framework (RDF).

## Antecedents
L'esquema de dades bàsic va ser definit el 1995 al OCLC/NCSA Metadata Workshop, organitzat per l'Online Computer Library Center (OCLC), ubicat a Dublin (Ohio), i el National Center for Supercomputing Applications (NCSA). La semàntica d'aquest esquema va ser establerta per consens per un grup internacional de professionals de disciplines diverses, com ara la biblioteconomia, la informàtica, la codificació de textos, la comunitat museística i altres camps relacionats amb el coneixement.
L'any 2008, la Dublin Core Metadata Initiative (DCMI) es va separar de la OCLC i es constituí com a entitat independent.

## Classificació i elements
En aquest llenguatge hi ha dues classes de termes: els elements (substantius) i els qualificadors (adjectius). L'esquema de dades de Dublin Core és un sistema basat en aquests dos nivells de descripció: un primer de 15 elements substantius (Dublin Core Metadata Element Set, Version 1.1), i un segon nivell basat en adjectius (Qualificadors Dublin Core). Ambdós esquemes són mantinguts i actualitzats pel Dublin Core Metadata Initiative, però cada un d'ells té unes funcions i uns atributs específics.

### Dublin Core bàsic (DCMI Metadata Terms)
Aquest sistema de 15 elements va ser dissenyat específicament per a proporcionar un vocabulari de característiques "base", capaces de proporcionar la informació descriptiva bàsica sobre qualsevol recurs, sense que importi el format d'origen, l'àrea d'especialització o l'origen cultural.
Característiques principals:
- Són opcionals.
- Es poden repetir.
- Poden aparèixer en qualsevol ordre.

En general, aquests elements se solen classificar en tres grups que indiquen la classe o l'àmbit de la informació que s'hi desa:
- Elements relacionats principalment amb el contingut del recurs.
- Elements relacionats principalment amb el recurs quan és vist com una propietat intel·lectual.
- Elements relacionats principalment amb la instanciació del recurs.

Dins de cada classificació hi trobem els següents elements:

#### Contingut
- Títol: el nom donat a un recurs, habitualment per l'autor.

Etiqueta: DC.Title
- Claus: els temes del recurs. Típicament, Subject expressarà les claus o frases que descriuen el títol o el contingut del recurs. Es fomentarà l'ús de vocabularis controlats i de sistemes de classificació formals.

Etiqueta: DC.Subject
- Descripció: una descripció textual del recurs. Pot ser un resum en el cas d'un document o una descripció del contingut en el cas d'un document visual.

Etiqueta: DC.Description
- Font: seqüència de caràcters utilitzats per identificar unívocament un treball a partir del qual prové el recurs actual.

Etiqueta: DC.Source
- Llengua: llengua/llengües del contingut intel·lectual del recurs.

Etiqueta: DC.Language
- Relació: és un identificador d'un segon recurs i la seva relació amb el recurs actual. Aquest element permet enllaçar els recursos relacionats i les descripcions dels recursos.

Etiqueta: DC.Relation
- Cobertura: és la característica de cobertura espacial i/o temporal del contingut intel·lectual del recurs.

La cobertura espacial es refereix a una regió física, emprant per exemple, coordenades. La cobertura temporal es refereix al contingut del recurs, no quan va ser creat (que ja ho trobem a l'element Date).
Etiqueta: DC.Coverage

#### Propietat intel·lectual
- Autor o Creador: la persona o organització responsable de la creació intel·lectual del recurs. Per exemple, els autors en el cas de documents escrits; artistes, fotògrafs i il·lustradors, en el cas de recursos visuals.

Etiqueta: DC.Creator
- Editor: l'entitat responsable de fer que el recurs es trobi disponible a la xarxa en el seu format actual.

Etiqueta: DC.Publisher
- Altres col·laboradors: una persona o organització que hagi tingut una contribució intel·lectual significativa, però que aquesta sigui secundària en comparació amb les de les persones o organitzacions especificades a l'element Creator (per exemple: editor, il·lustrador i traductor).

Etiqueta: DC.Contributor
- Drets: són una referència (per exemple, un URL) per a una nota sobre drets d'autor, per a un servei de gestió de drets o per a un servei que donarà informació sobre termes i condicions d'accés a un recurs.

Etiqueta: DC.Rights

#### Instanciació
- Data: una data en la qual el recurs es va posar a la disposició de l'usuari en la seva forma actual. Aquesta data no s'ha de confondre amb la que pertany a l'element Coverage, que estaria associada amb el recurs en la mesura que el contingut intel·lectual està d'alguna manera relacionat amb aquella data.

Etiqueta: DC.Date
- Tipus del Recurs: la categoria del recurs. Per exemple, pàgina personal, romanç, poema, diccionari, etc.

Etiqueta: DC.Type
- Format: és el format de dades d'un recurs, utilitzat per identificar el programari i, possiblement, el maquinari que es necessitaria per mostrar el recurs.

Etiqueta: DC.Format
- Identificador del Recurs: seqüència de caràcters utilitzats per identificar unívocament un recurs. Exemples de recursos en línia poden ser URLs i URNs. Per altres recursos poden ser emprats altres formats d'identificadors, com per exemple ISBN ("International Standard Book Number").

Etiqueta: DC.Identifier

### Qualificadors Dublin Core
Els qualificadors Dublin Core van ser identificats en els grups de treball sobre elements específics del Dublin Core Metadata Initiative (DCMI). A diferència dels elements Dublin Core Bàsics, els qualificadors no poden utilitzar-se individualment per a la descripció de documents o objectes, sinó que necessàriament han de complementar o matisar un dels 15 elements bàsics.
El DCMI reconeix dues grans classes de qualificadors:
- Afinament dels elements. Aquests qualificadors fan que el significat d'un element sigui més reduït o més específic.
- Esquema de codificació. Aquests qualificadors identifiquen esquemes que ajuden a la interpretació del valor d'un element. Aquests esquemes inclouen vocabularis controlats i notacions formals o normes d'anàlisi.

Però no tots els qualificadors poden anar associats a qualsevol dels 15 elements bàsics, sinó que cada un dels qualificadors va associat a un element en concret:

#### Elements qualificadors que afinenTítol
- Alternatiu: Qualsevol forma del títol utilitzada com a substitut o alternatiu del títol formal del recurs.

#### Esquemes de codificació que afinenMatèries
- LCSH: Library of Congress Subject Headings.
- MeSH: Medical Subject Headings.
- DDC: Classificació Decimal de Dewey (Dewey Decimal Classification).
- LCC: Library of Congress Classification.
- CDU: Classificació Decimal Universal.

#### Elements qualificadors que afinenDescripció
- Sumari de contingut: llista de les sub unitats del contingut d'un recurs.
- Resum: extracte del contingut d'un recurs.

#### Elements qualificadors que afinenData
- Creat: Data de creació del recurs.
- Vàlid: Data (sovint un interval) de la validació d'un recurs.
- Disponible: Data (sovint un interval) en què el recurs estarà disponible o va estar disponible.
- Publicat: Data de publicació (és a dir, edició) del recurs.
- Modificat: Data en què el recurs va ser canviat.

#### Esquemes de codificació que afinenTipus de recurs
- DCMI Type Vocabulary: Llista dels tipus utilitzats per a categoritzar la naturalesa o gènere del contingut del recurs.

#### Elements qualificadors que afinenFormat
- Extensió: Dimensió o duració del recurs.
- Mitjà: Suport material o físic del recurs.

#### Esquemes de codificació que afinenFormat
- IMT: El tipus de mitjà a Internet del recurs.

#### Esquemes de codificació que afinenIdentificador de recurs
- URI: URI (Uniform Resource Identifier).

#### Esquemes de codificació que afinenLlengua
- ISO639-2: per a codis de representació de noms de llengües.
- RFC 1766: L'Internet RFC 1766 'Tags for the identification of Language' especifica un codi de dues lletres tret d'ISO 639, seguit opcionalment d'un codi de país de dues lletres extret d'ISO 3166.

#### Elements qualificadors que afinenRelació
- Versió de: El recurs descrit és una versió, edició o adaptació del recurs referenciat. Els canvis en una versió impliquen canvis substancials en el contingut més que diferències en el format.
- Té una versió de: El recurs descrit té una versió, edició o adaptació, és a dir, el recurs referenciat.
- Substituït per: El recurs descrit és suplantat, reemplaçat o invalidat pel recurs referenciat.
- Substitueix: El recurs descrit suplanta, reemplaça o invalida el recurs referenciat.
- Requerit per: El recurs descrit és requerit pel recurs referenciat, tant físicament com lògicament.
- Requereix: El recurs descrit requereix el recurs referenciat per a suportar la seva funció, tramesa o coherència del contingut.
- Part de: El recurs descrit és una part física o lògica del recurs referenciat.
- Té part: El recurs descrit inclou el recurs referenciat tant físicament com lògicament.
- Referenciat per: El recurs descrit és referenciat, citat o assenyalat en alguna forma pel recurs referenciat.
- Referències: El recurs descrit referencia, cita o altrament assenyala el recurs referenciat.
- És un format de: El recurs descrit té el mateix contingut intel·lectual que el recurs referenciat, però es presenta en un altre format.
- Té un format: El recurs descrit existia amb anterioritat al recurs referenciat, el qual té essencialment el mateix contingut intel·lectual presentat en un altre format.

#### Elements qualificadors que afinenCobertura
- Espacial: Característiques espacials del contingut intel·lectual del recurs.
- Temporal: Característiques de temps del contingut intel·lectual del recurs.

#### Esquemes de codificació que afinenCobertura
- DCMI Point: El DCMI Point identifica un punt en l'espai utilitzant les seves coordenades geogràfiques.
- ISO 3166: Codis per a la representació de noms de països.
- El DCMI Box: Identifica una regió de l'espai utilitzant els seus límits geogràfics.
- TGN: El Getty Thesaurus of Geographic Names.

Els qualificadors no són d'ús obligatori sinó optatiu, ja que el seu ús no varia la informació que aporten els elements Dublin Core Bàsics, sinó que només la complementen. Un problema afegit que comporten els qualificadors és que no sempre són reconeguts en tots els sistemes de gestió i cerca d'informació. Per evitar aquesta problemàtica es recomana que tots els sistemes puguin aplicar el principi de “Dumb-Down”, consistent a poder ignorar els qualificadors i utilitzar la descripció com si fos no qualificada. Tot i que això pot donar com a resultat una pèrdua d'especificitat, el valor de l'element restant (sense qualificador) ha de continuar essent, en general, correcte i útil.

## Exemple de registre Dublin Core qualificat
```
<?xml version="1.0"?>

<
rdf:RDF
 
xmlns:rdf
=
"http://www.w3.org/1999/02/22-rdf-syntax-ns#"

xmlns:rdfs
=
"http://www.w3.org/2000/01/rdf-schema#"

xmlns:dc
=
"http://purl.org/dc/elements/1.1/"

xmlns:dcterms
=
"http://purl.org/dc/terms/"
>

 
<
rdf:Description
>

 
<
dcterms:abstract
>
The paper resolves the issues of the data model draft.
</
dcterms:abstract
>

 
</
rdf:Description
>

 
<
rdf:Description
 
rdf:about
=
"http://purl.org/dc/terms/abstract"
>

 
<
rdfs:subPropertyOf
 
 
rdf:resource
=
"http://purl.org/dc/elements/1.1/description"
/>

 
</
rdf:Description
>

</
rdf:RDF
>

```

## Usos
El sistema de metadades Dublin Core pot utilitzar-se per descriure qualsevol dels recursos que pot tenir un sistema d'informació preparat per treballar amb esquema de metadades. Es pot trobar des de la pàgina web que pot contenir el Dublin Core dins el seu HTML, fins a repositoris digitals que utilitzin el seu esquema per a descriure els recursos que contenen. Alguns d'aquests repositoris que treballen amb Dublin Core per defecte són FedoraCommons o Dspace. També es pot trobar el Dublin Core en formats com l'EPUB e-book, o com a base per a nous esquemes de metadades com l'Europana Data Model o Europeana Semantic Elements, ambdós aspirants a convertir-se en estàndard europeu.